# Chiesa di San Giacomo Apostolo (Ascoli Piceno)

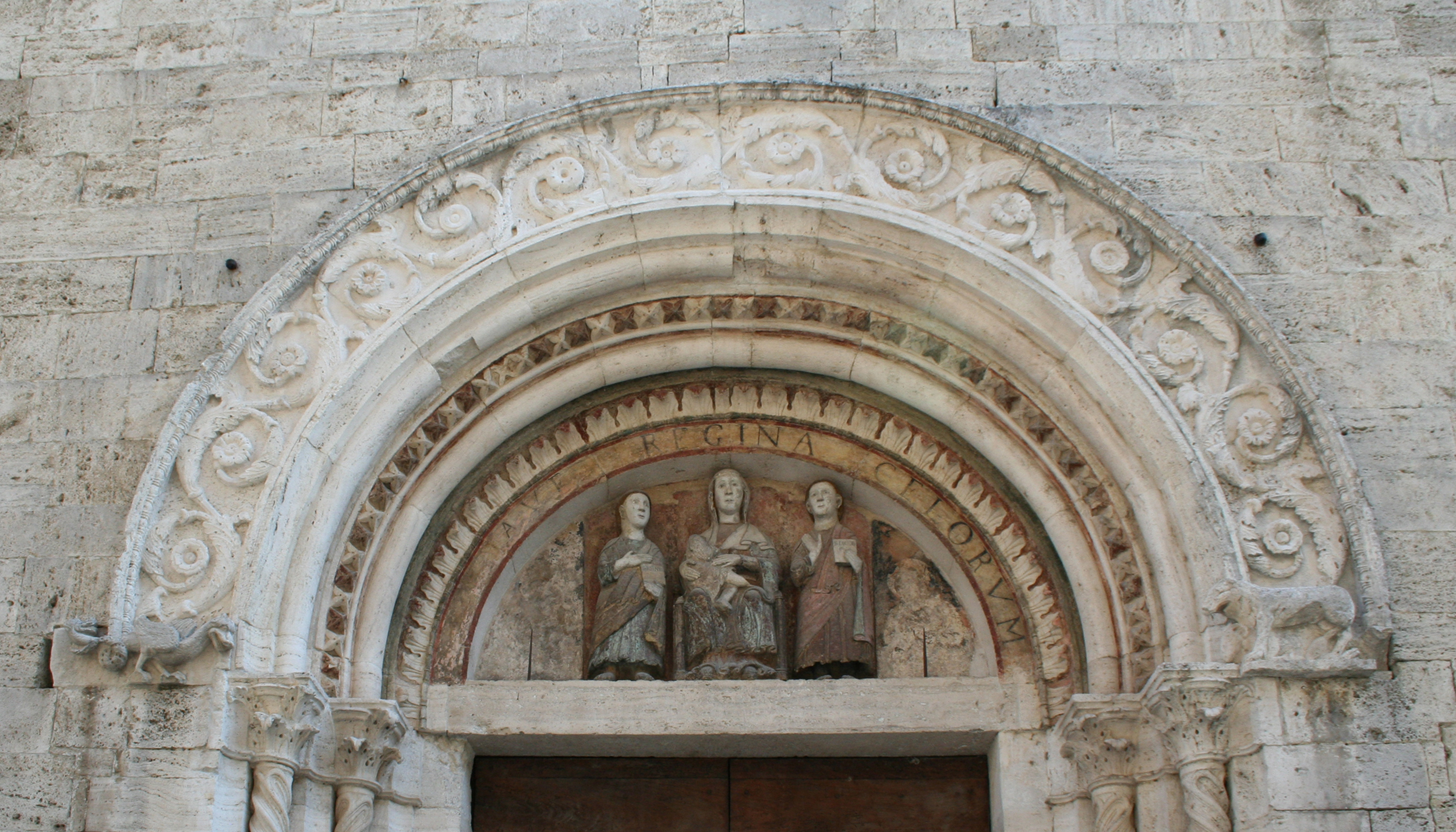
Statue scolpite ad altorilievo dell'XI secolo, probabilmente appartenute ad un'altra porta più antica.

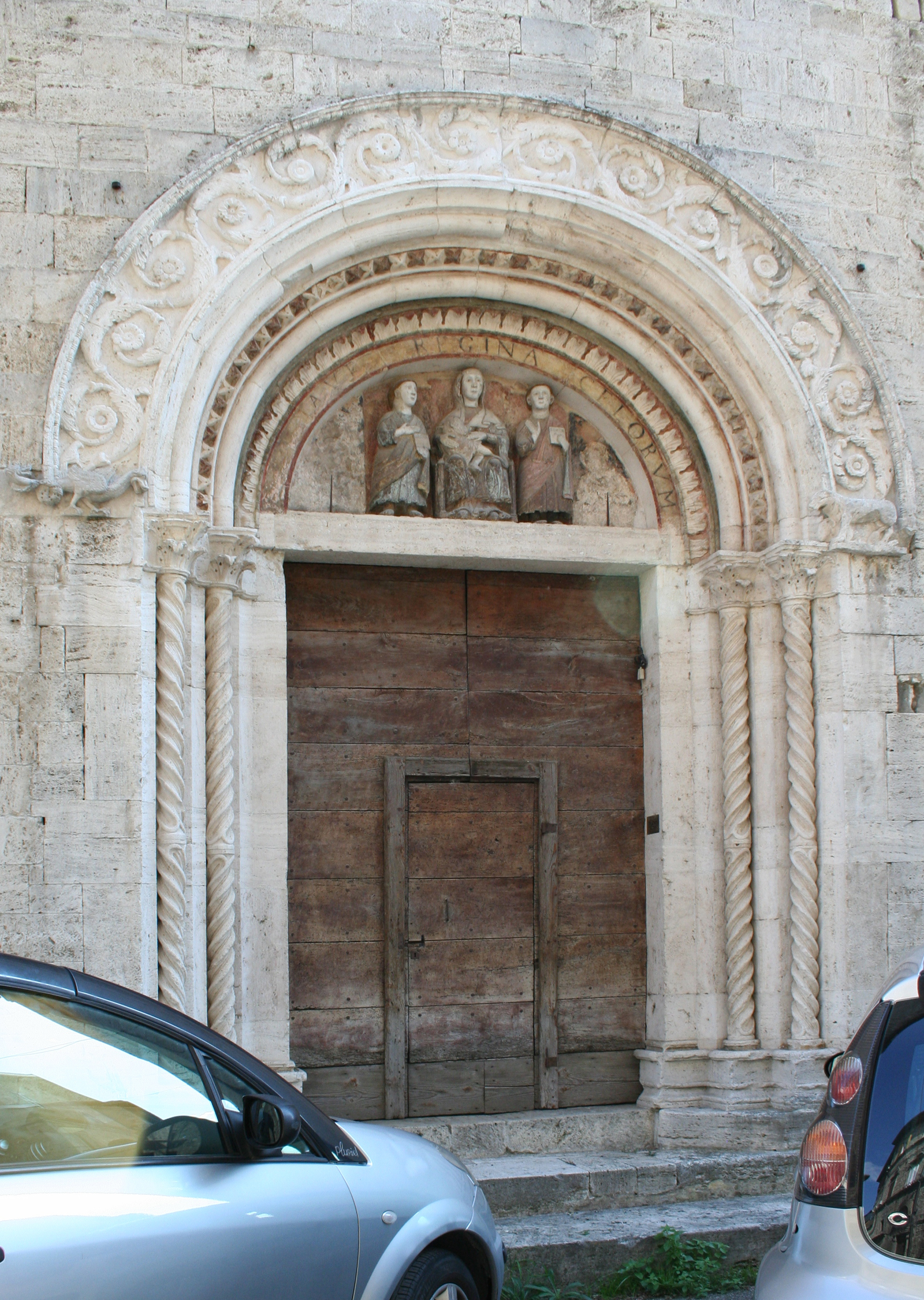
Portale romanico laterale riccamente ornato da colonnine e della lunetta contornata da decorazioni di foglie ed animali.

La chiesa di San Giacomo Apostolo è un luogo di culto cattolico, ubicato nel centro storico di Ascoli Piceno. L'edificio mostra i caratteri e lo schema compositivo dell'arte romanica locale, con qualche influsso gotico, si erge isolato al centro di Piazza della Fortuna, circondato da numerosi edifici storici.

## Storia e descrizione
La chiesa fu costruita dopo l'anno 1250 con l'impiego della locale pietra del travertino, elemento litico che caratterizza gran parte degli edifici del centro storico della città picena. Rappresenta un buon esempio di architettura romanica proponendone le caratteristiche strutturali come la facciata aperta dal rosone formato da dodici colonnette e sovrastato da cinque scodelle maiolicate disposte e forma di croce.
Probabilmente già all'inizio del XIV secolo fu completata ed arricchita con l'aggiunta di due eleganti portali e la costruzione del campanile che ne caratterizza la struttura armonizzandola con le altre, vicine, torri gentilizie e campanarie. Come ricorda Cesare Mariotti, anche in questa chiesa, come in quella dedicata ai Santi Vincenzo e Anastasio i portali ascolani assumono grande interesse per le loro «modanature purissime», adorne di colonnine tortili, cornici di fregi floreali e lunette con sculture ad altorilievo.
Negli anni compresi tra il 1917  ed il periodo fascista, tra il 1935 ed il 1936, fu restaurata, intervenendo anche alle deturpazioni e trasformazioni inflitte nei secoli che precedevano il Novecento. Furono ripristinate l'abside, l'ingresso ad occidente e s'intervenne per la riapertura delle monofore. Fu scoperto inoltre un ambiente sotterraneo, fino ad allora sconosciuto.

### Interno ed esterno
Il suo interno è costituito da una sola navata suddivisa in quattro spazi. Presenta delle decorazioni affrescate eseguite nel corso del XIV secolo da artisti rimasti ignoti. Altri brani della decorazione, invece, sono attribuibili al Maestro di Offida, noto artista della pittura del secondo Trecento operante ed attivo in territorio piceno, e che ha lasciato varie testimonianze pittoriche anche in diverse chiese romaniche della città.
La muratura esterna dell'edificio si presenta liscia ed eretta con blocchi di travertino squadrati in maniera piuttosto precisa. Sui due lati con maggiore lunghezza si aprono quattro porte laterali, due piccole che portano al presbiterio e due più grandi destinate all'ingresso dei fedeli.